# Biel (przystanek kolejowy na Białorusi)
Biel (biał. Бель, ros. Бель) – przystanek kolejowy w pobliżu miejscowości Pauławiczy, w rejonie krzyczewskim, w obwodzie mohylewskim, na Białorusi. Położony jest na linii Orsza - Krzyczew - Uniecza.